# Florestano Di Fausto
Florestano Di Fausto (Rocca Canterano, 16 luglio 1890 – Roma, 11 gennaio 1965) è stato un ingegnere, architetto e politico italiano, dapprima deputato all'Assemblea Costituente e successivamente eletto alla Camera nella I legislatura. Come architetto è riconosciuto come protagonista incontrastato della scena architettonica libica.

## Biografia
Nacque a Rocca Canterano il 16 luglio 1890 da Demetrio Di Fausto e Bernardina Piccioni. Compì gli studi di architettura presso l'Accademia di belle arti di Roma e nel 1922 conseguì la laurea in ingegneria civile.
Tra il 1916 e il 1923 collaborò con lo scultore Pier Enrico Astorri per l'erezione del monumento a papa Pio X nella basilica di San Pietro in Vaticano mentre qualche anno dopo progettò il calvario e la cappella monumentale delle reliquie della Passione della basilica di Santa Croce in Gerusalemme, entrambi inaugurati nel 1930 ma completati nel 1952. Sempre all'inizio della sua carriera fu consulente tecnico del Ministero degli affari esteri tra il 1924 e il 1932 e progettò numerosi edifici per le sedi di rappresentanza diplomatica oltre che per gli istituti culturali italiani all'estero; tra di essi figurano le legazioni italiane a Belgrado e al Cairo, la Casa degli italiani di Algeri, l'ambasciata ad Ankara, il consolato di Tunisi e vari progetti di trasformazione o ampliamento di sedi diplomatiche italiane a Copenaghen, Stoccolma, L'Aia, Sofia, Istanbul, Oslo, Salonicco, Nizza, Lisbona, Madrid, Bruxelles, Buenos Aires, Rio de Janeiro e Londra. Sempre con questo incarico curò nel 1930 l'adattamento della palazzina di Pio IV ad ambasciata d'Italia presso la Santa Sede. Nello stesso periodo presentò numerosi progetti per Roma, tra proposte per la sistemazione di piazza del Parlamento (1927), piazza Colonna (1928) e lungotevere Marzio (1929) oltre che un progetto per la sede della Banca Nazionale del Lavoro di via Vittorio Veneto. Sul colle di Montarice, presso Loreto, progettò inoltre la villa di Beniamino Gigli.
Di Fausto dovette godere del favore di Benito Mussolini, partecipando alla progettazione di numerosi edifici di Nuova Predappio così come di importante infrastrutture nelle colonie italiane tra cui il Dodecaneso, dove progettò numerosi edifici e predispose il piano regolatore di Rodi, e la Libia, dove in qualità di consulente per l'architettura di Tripoli progettò numerosi edifici e sistemazioni urbanistiche, anche al di fuori della città. In Albania inoltre progettò il palazzo reale di Durazzo e la villa reale di Scutari per re Zog I e redasse il piano regolatore di Tirana.
Il 21 febbraio 1930 fu vittima di un grave incidente aereo e dopo dodici ore di naufragio nel mar Tirreno fu salvato insieme ad altri dall'equipaggio del piroscafo Città di Tripoli.
Nel 1937 il comune di Ferrara lo incaricò di progettare il risanamento del quartiere di San Romano ma la sua proposta suscitò forti polemiche, tanto che tale progetto fu definito "fantasioso" dall'architetto Carlo Bassi.
Dopo la seconda guerra mondiale Di Fausto, già legato a don Luigi Sturzo e ad Azione Cattolica, si diede alla politica e fu eletto membro dell'Assemblea Costituente e poi della Camera dei deputati con la Democrazia Cristiana, passando nel 1952 al Partito Nazionale Monarchico.
La carriera politica non gli impedì di proseguire col suo lavoro: nell'immediato dopoguerra progettò il monumento in memoria delle visite di Pio XII dopo i bombardamenti del 1943 presso la basilica di San Lorenzo fuori le mura e curò il piano di ricostruzione di Subiaco e della cattedrale di Sant'Andrea Apostolo. Nella natia Rocca Canterano progettò numerosi edifici, tra cui la sua casa, mentre propose un piano regolatore per Pompei. A Roma progettò la casa generalizia cistercense sull'Aventino e piazza del Tempio di Diana mentre consegnò i disegni per il mercato Metronio, poi realizzato dall'ingegnere Riccardo Morandi. Fu membro dell'Accademia nazionale di San Luca e dell'Accademia dei Virtuosi al Pantheon nonché Presidente dell'Accademia di belle arti di Roma tra il 1946 e il 1949.
Il suo ultimo progetto particolarmente impegnativo fu per il santuario di Montevergine, per cui progettò la nuova basilica, costruita tra il 1952 e il 1961. Morì a Roma l'11 gennaio 1965.

## Opere

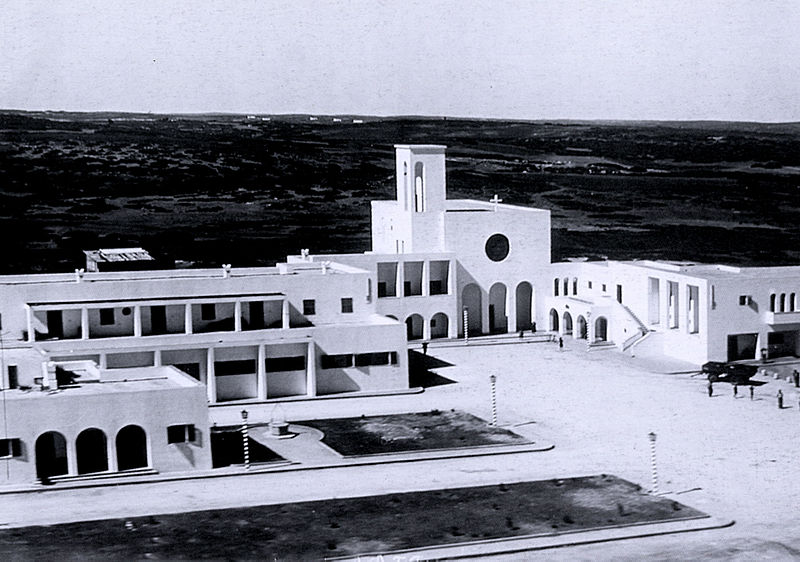
Villaggio Cesare Battisti, in Libia

- progetto per il monumento a Pio X, sito nella navata sinistra della basilica di San Pietro in Vaticano a Città del Vaticano, realizzato da Pier Enrico Astorri (1916-1923);
- palazzo dell'ambasciata d'Italia a Belgrado (1924-1926);
- villa Gigli per Beniamino Gigli sul colle di Montarice, tra Loreto, Porto Recanati e Recanati (1923-1928);
- progetto d'insieme e numerosi edifici di Predappio Nuova (1926);
- piano regolatore di Rodi (1926) e progetti per il palazzo del Governatore, il palazzo delle Poste, il Grande albergo delle Rose, il sacrario militare italiano e la cattedrale di San Giovanni dei Cavalieri;
- palazzo del Governo (1926) e chiesa dell'Agnus Dei (1927) a Coo;
- palazzo del Governo a Castelrosso (1927);
- case per i dipendenti del Ministero degli affari esteri in via delle Tre Madonne, 15 a Roma (1927);
- palazzo dell'ambasciata d'Italia al Cairo (1928-1930);
- villa Reale di Durazzo (1928-1930);
- villa Reale di Scutari (1928);
- palazzina della Cooperativa degli Elci in via di Villa Massimo, 33 a Roma (1929-1932);
- piano regolatore di Tirana (anni 1930) e sistemazione di piazza Scanderbeg a Tirana (1932)
- progetti per l'hotel-casinò Uaddan, il palazzo del Governatore, la chiesa di San Francesco, l'Università coranica, l'albergo del Mehari oltre che per la sistemazione di piazza Italia, della piazza antistante la cattedrale del Sacro Cuore di Gesù e della zona circostante l'arco di Marco Aurelio a Tripoli (anni 1930);
- calvario e cappella delle reliquie della Passione della Basilica di Santa Croce in Gerusalemme a Roma (1930);
- adattamento della palazzina di Pio IV a Roma come sede dell'ambasciata d'Italia presso la Santa Sede (1930);
- scuola per la colonia italiana di Quseir (1930);
- scuola italiana di Atene (1930-1932);
- scuola italiana di Casablanca (1930-1932);
- sanatorio militare di Anzio (1930-1933);
- casa degli Italiani ad Algeri (1931);
- villa Paolucci de' Calboli ad Arcinazzo Romano (1931-1932);
- palazzo del consolato d'Italia a Tunisi (1931-1932);
- centrale del latte di Pescara (1932), realizzata dall'impresta Staccioli[3] e demolita nel 2010;
- restauro del monastero di San Benedetto Sacro Speco a Subiaco (1935-1936);
- ricostruzione della sede della Confederazione Fascista dei Lavoratori dell'Agricoltura in corso d'Italia, 25 a Roma (1936-1937);
- progetto per il monumento a Fausto Cecconi in viale Bruno Buozzi a Monterotondo (1936), realizzato da Ulderico Conti;[4]
- palazzo dell'ambasciata d'Italia ad Ankara, realizzato dall'ingegnere Paolo Caccia Dominioni (1937-1940);
- chiesa di Santa Domitilla a Sabrata (1937);
- arco dei Fileni a Ras Lanuf sulla via Balbia (1937), demolito nel 1973;
- progetto per l'ammodernamento urbanistico nella zona di San Romano (1937), a Ferrara;
- villino Staccioli in via Agri, 1 a Roma (1937-1939);
- villa Florestano Di Fausto a Rocca Canterano con affreschi di Tommaso Cascella (1938)
- villaggio Cesare Battisti in Libia (1938);
- villaggio Maddalena in Libia (1938);
- villaggio D'Annunzio in Libia (1938);
- progetto per il monumento a C. Scalera nel cortile del convitto nazionale Giordano Bruno a Maddaloni (1939);
- casa del Contadino a Latina (1939), demolita negli anni '60;
- progetto per la Mostra della Libia nell'ambito della prima Mostra delle terre italiane d'oltremare a Napoli (1940);
- piano di ricostruzione di Subiaco e della cattedrale di Sant'Andrea Apostolo (1945-1953);
- monumento alle visite di Pio XII nella basilica di San Lorenzo fuori le mura a Roma (1948);
- la scenografia del film Il re si diverte;
- la basilica cattedrale del santuario di Montevergine (1952-1961).